# Matadi
Matadi is een havenstad in Congo-Kinshasa aan de rivier de Kongo. Samen met de haven van Boma behoort Matadi tot de meest vitale organen van de rivier. Voor de scheepvaart is Matadi na Boma de laatst toegankelijke uitvalsbasis voor het goederentransport richting het hart van de Democratische Republiek Congo (ex-Zaïre).
Matadi is de hoofdplaats van de provincie Kongo Central.

## Scheepvaartverbinding met Antwerpen
Op 6 februari 1895 vertrok uit de haven van Antwerpen de Leopoldville 1, het eerste schip onder Belgische vlag, op weg naar Congo. Dit was het gevolg van de samenwerking tussen CBMC (the Compagnie Belge Maritime Du Congo) en SMC  die toen nog voor een groot deel aanbelangden aan de Britse Elder Demster group en de Duitse Woermann Linie. In 1901 laat SMC de lijn Antwerpen – Matadi volledig in handen van CBMC. De oprichting van de Belgische kolonie Congo in 1908 voedt het ijveren naar een volledige Belgische heerschappij over de Congolese scheepvaartroute. In 1911 worden, mede dankzij Albert Thys, de aandelen van de Britse Elder Demster group en de Duitse Woermann Linie teruggebracht tot 20%. Het goederentransport doet zijn intrede en de passagiersboten worden deels voorzien van cargoruimte. Na de Eerste Wereldoorlog verdwijnt de Duitse aandeelhouder en komt het Belgisch karakter van de scheepvaartmaatschappij prominent op de voorgrond. Door velen beschouwd als koloniale instantie wordt ze vaak geassocieerd met de Belgische kolonie en ontstaat in de volksmond de benaming “Congoboten”. In 1930, na vele fusies en glorieuze jaren, verandert de naam van CBMC in CMB (compagnie Maritime Belge). Tijdens de Tweede Wereldoorlog gingen 23 van de 31 schepen verloren tijdens de gevechten. 294 matrozen in dienst van CMB verloren het leven. In 1944 werden de hoofdkantoren in Antwerpen bestookt met de befaamde V2-bommen en verloren nog eens 38 mensen waaronder 4 CMB-bedienden het leven. Tot aan de onafhankelijkheid van Congo in 1960 kende CMB opnieuw een bloeiperiode. Maar de concurrentie uit de luchtvaart en het onafhankelijke Congo dwingen CMB tot het uitbreiden van hun activiteiten. Het verbreden van capaciteit en reikwijdte in “cargo shipping” op internationaal vlak creëerde nieuwe perspectieven. CMB verandert van koers en richt zich op Zuid-Afrika. Het Zuid-Afrikaanse bedrijf “Safmarine” koopt ten slotte een deel van de CMB activiteiten in bulktransport over en wordt actief op de lijn Antwerpen- Matadi. Jaren later komt Safemarine onder Belgisch bewind en wordt er opnieuw onder Belgische vlag van Noord naar Zuid gevaren. De “Congoboot” werd geschiedenis en maakte plaats voor uitsluitend goederentransport. Aan het eind van de 20ste eeuw lijkt de ooit zo florerende route Antwerpen – Matadi vermoeid en ziek. Maar begin 2000 is er een ingrijpende verandering op komst. Het Antwerps initiatief om de stervende haven “Matadi” nieuw leven in te blazen creëert een hoopvol toekomstperspectief.

## Heropbouw van de haven in Matadi
De werken in Matadi kaderen in het samenwerkingsakkoord van 15 november 2003 tussen het Gemeentelijk Havenbedrijf Antwerpen en het Office National des Transports (Onatra), het staatsbedrijf verantwoordelijk voor de havens in Congo. Het Gemeentelijk Havenbedrijf heeft zich daarbij geëngageerd om de Congolese overheid bij te staan in het herstel en de reorganisatie van haar havens. De herstellingswerken aan de Quai de Venise in Matadi werden opgestart op 15 december 2005 dankzij een subsidie van 500.000 euro van de federale ministeries van Ontwikkelingssamenwerking en Buitenlandse zaken. 
Voor de tweede fase van de werken, gestart in juli 2006, kende de Belgische regering een budget toe van 800.000 € om de betonnering aan de Quai de Venise verder uit te breiden. Daarbij wordt eveneens een zone voor de stacking van koelcontainers aangelegd. In 2006 werden de eerste werken in de haven van Boma uitgevoerd. Het betreft de verharding en herstelling van een oostelijk deel in de haven. De werken in de haven van Boma zijn complementair aan die van de haven van Matadi. Door de congestieproblematiek in Matadi wijken de rederijen immers regelmatig uit naar de haven van Boma. De haven van Matadi behandelde vorig jaar 1,7 miljoen ton goederen. De verwachtingen zijn dat de overslagcijfers de komende jaren zullen stijgen tot 2,5 à 3 miljoen ton.

## Administratie
De stad Matadi is onderverdeeld in 3 communes: Matadi, Nzaza en M'vuzi.

## Sport
- AS Babeti ya Sika, voetbal
- TC Elima, voetbal

## Geboren
- Papa Mfumu'eto (1963), stripauteur en schilder